# Deluxe (radioprogram)
Deluxe (ursprungligen P3 Humor presenterar Deluxe) var ett humor-program i Sveriges Radio P3 som sändes på onsdags och fredagseftermiddagar mellan 13 januari 2004 och 28 december 2007.
Programmet var på många sätt likt Rally i det att kända personligheter imiterades och parodierades i ovanliga situationer. Bland de parodierade kan nämnas den kända barnprograms-profilen Björne, karaktären Vanheden från filmerna om Jönssonligan, den forna programledaren Bo G. Erikson i Vetenskapens värld, journalisten Folke Rydén samt Per Sinding-Larsen.

## Medverkande
- Jörgen Lötgård
- Mackan Edlund
- Erik Ekstrand
- Sara Young
- Pontus Enhörning
- Fredrik Zander
- Peggy Hamberg
- Jessica Zupanc
- Johanna Ställberg
- Jenny Smirnakos